# La Guerre des gangs (livre-jeu)
Pour les articles homonymes, voir La Guerre des gangs.
La Guerre des gangs est un livre-jeu écrit par Jean-Claude Baillon en 1986, et édité par Presses pocket dans la collection Histoires à jouer : Les livres à remonter le temps, dont c'est le seizième tome.